# Peraza (nissaga de músics)
Els Peraza, també anomenats Pedraza, foren una família d'organistes i compositors espanyols dels segles XVI y XVII composta pels membres següents:
- Jerónimo de Peraza I (Sevilla, c 1550 – Toledo, 26 de juny de 1617). Fou organista de la Catedral de Sevilla entre 1573 i 1579 i de la Catedral de Toledo a partir del 27 de novembre de 1579, fins a la seva mort.
- Francisco de Peraza I (Salamanca, 1564 – Sevilla, 23 de juny de 1598), germà de Jerónimo de Peraza I. Fou organista de la Catedral de Sevilla des de 1584 i molt admirat pels seus contemporanis, entre ells Francisco Pacheco i Francisco Guerrero que arribà a afirmar que posseïa un àngel en cada dit.
- Jerónimo de Peraza II (Toledo, 1574 – Palencia, 21 de juliol de 1604), tradicionalment considerat nebot de Jerónimo de Peraza I, s'ha comprovat documentalment que en realitat era el seu fill. Aconseguí el nomenament d'organista de la Catedral de Palència el 1594, el 26 de juny de 1603 tocà amb motiu de la visita a Palencia del rei Felip III.
- Francisco de Peraza II (Sevilla, 1595 – Madrid, després de 1635), fill de Francisco de Peraza I. Fue el organista de la Catedral de Toledo, obtenint la plaza després d'una prova realitzada el 6 i 7 de març de 1618 en la que s'enfrontà a Francisco Correa de Arauxo. Després de renunciar al càrrec el 9 de setembre de 1621, fou organista de la Catedral de Conca i del Reial Convent de l'Encarnació de Madrid.